# Полтавский технический университет имени Ю. Кондратюка
Полтавский национальный технический университет им. Ю. Кондратюка (укр. Національний університет «Полтавська політехніка імені Юрія Кондратюка») — высшее учебное заведение в Полтаве, основанное в 1930 году.
Постановлением Кабинета министров Украины от 29 августа 1994 года преобразован в Полтавский технический университет им. Ю. Кондратюка. Указом Президента Украины № 302/2002 от 27 марта 2002 года университету присвоен статус национального.

## История
Центральный корпус университета — памятник архитектуры первой половины XIX века (классический стиль) — является составной частью ампирного ансамбля города Полтавы, построенный в 1828—1832 годах по проекту петербургского архитектора Людвига Шарлеманя как помещение для института благородных девиц.
Основан 12 декабря 1818 женой генерал-губернатора Полтавской и Черниговской губерний М. Г. Репнина Варварой Алексеевной институт благородных девиц в Полтаве стал первым среди губернских городов российской самодержавной империи средним учебным заведением закрытого типа для женщин-дворянок. За столетний период деятельности девичьего института в нём в разные годы работали выдающиеся деятели украинской, российской и чешской культур. В частности, более 36 лет осуществлял постоянный надзор за учебной работой известный украинский поэт-баснописец, бывший ректор Харьковского университета, профессор П. П. Гулак-Артемовский. Долгие годы членом дворянской попечительского совета института работал выдающийся украинский и русский поэт, драматург В. В. Капнист. Искусства фортепианной игры и итальянского пения институток обучали известные пианисты и композиторы, сборщики украинского фольклора братья-чехи Едлички — Алоиз и Венцеслав. Здесь работали преподавателями художники Иван Зайцев, Екатерина Рощина, Василий Волков, гравер Сплитстессер, преподавал словесность зачинатель украинского романтизма Левко Боровиковский. Девичий институт закончили талантливые сестры Псел — Глафира и Александра: одна — художница, вторая — поэтесса. Из этих стен в 1861 году вышла известная украинская писательница — демократка Любовь Яновская. В разные годы институт посещали И. П. Котляревский, Т. Г. Шевченко, Н. В. Гоголь, В. А. Жуковский, а также декабристы — братья Сергей и Матвей Муравьевы-Апостолы.
В январе 1918 года институт благородных девиц эвакуировался во Владикавказ, где положил начало основанию и развитию городской женской гимназии. С 1918 года до 1930 года в центральном корпусе бывшего института располагались землеустроительный техникум, детский приют, школа садоводства, другие учреждении и организации. В 30 годах в системе воссозданных высших учебных заведений, призванных обеспечить стремительно растущую потребность в инженерно-строительных кадрах для огромного строительной площадки, которой стал весь СССР, Полтава стала союзным центром подготовки инженеров сельскохозяйственного строительства. Согласно постановлению правительства СССР № 237 от 23 июля 1930 года о создании новых высших учебных заведений, наркомат земледелия украинского правительства издал 19 августа 1930 года приказ о создании Полтавского института сельскохозяйственного строительства. Богатая сельскохозяйственными традициями и достижениями Полтавщина с 1920 года готовила в сельскохозяйственном институте (с факультетом сельскохозяйственного строительства) кадры для работы в селе. Именно этот факультет, по решению Полтавского городского совета, был переведен в помещение бывшего института благородных девиц — Первомайский проспект, № 24 (центральный трехэтажный корпус и два боковых одноэтажных, не соединены с центральным корпуса), ставшего местом нахождения нового высшего учебного заведения.
Кропотливой работой всего профессорско-преподавательского коллектива учебного заведения над подготовкой учебных рабочих программ и планов, учебно-лабораторной и материально-технической базы, научно-методической литературы созданы предпосылки его успешной аккредитации по IV, высоким, международным уровнем и переименование его согласно решению кабинета министров Украины от 29 августа 1994 года на Технический Университет, а согласно указу Президента Украіни № 302/2002 от 27 марта 2002 предоставлении ему статуса Национальный. Ректор ПолтНТУ — Онищенко Владимир Александрович.

## Кампусы и корпуса

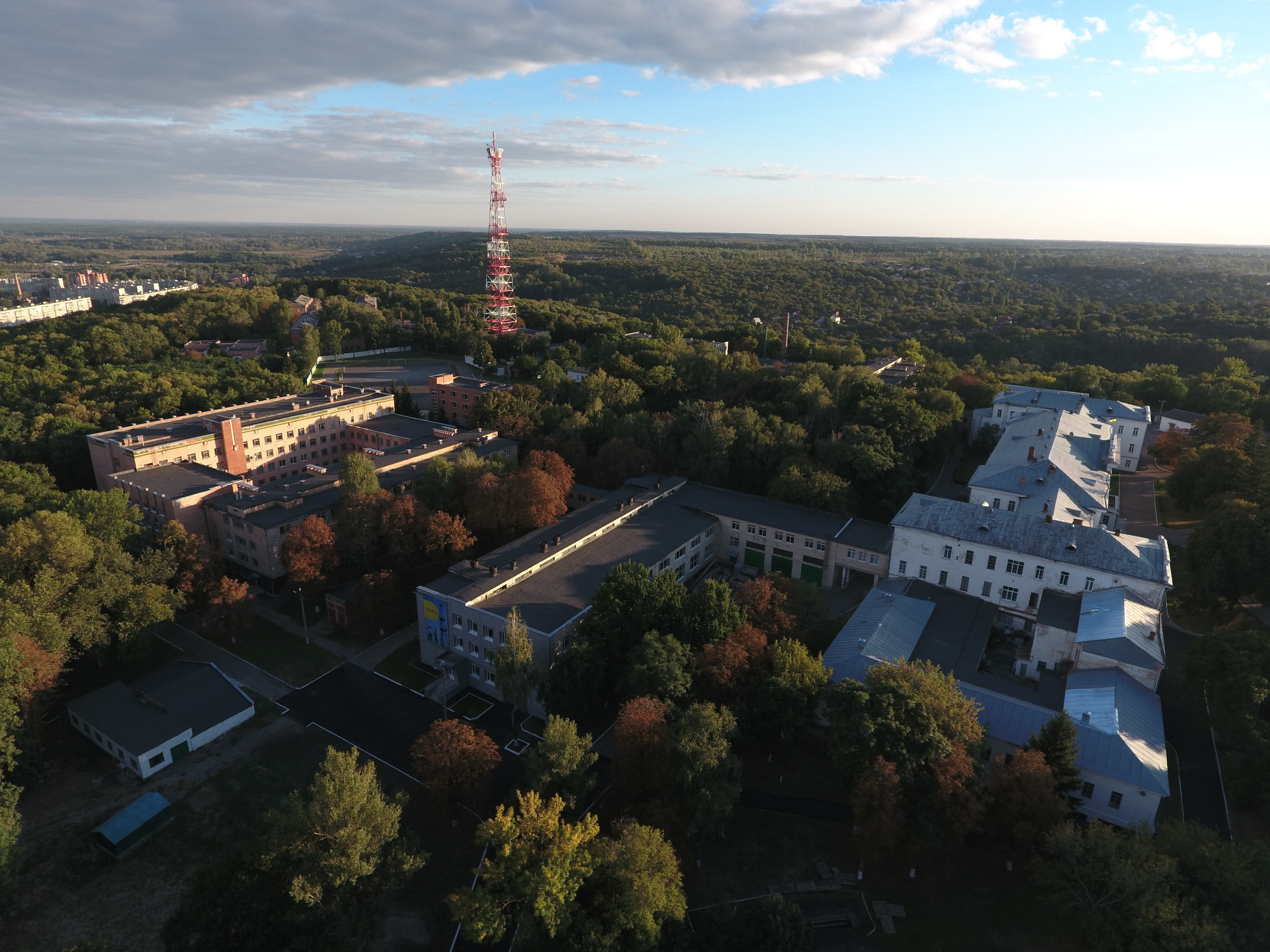
Вид на университет с воздуха

- Центральный учебный корпус «Ц» (исторический памятник архитектуры)
- 9 учебных корпусов: «Л», «П», «А», «Ф», «В», «У», «Д», «К», «Н»
- Лабораторные помещения и модули;
- Стадион и спорткомплекс;
- Кампус из 5 общежитий для студентов и профилакторий.
- Спортивно-оздоровительный лагерь «Ворскла»

## Структура, институты, факультеты и кафедры
- Учебно-научный институт финансов, экономики, управления и права
  - Кафедра экономики, предпринимательства и маркетинга
  - Кафедра международных экономических отношений и туризма
  - Кафедра финансов, банковского бизнеса и налогообложения
  - Кафедра менеджмента и логистики
  - Кафедра публичного управления, администрирования и права
- Учебно-научный институт информационных технологий и робототехники
  - Кафедра автоматики, электроники и телекоммуникаций
  - Кафедра отраслевого машиностроения и мехатроники
  - Кафедра высшей и прикладной математики
  - Кафедра компьютерных и информационных технологий и систем
- Учебно-научный институт нефти и газа
  - Кафедра нефтегазовой инженерии и технологий
  - Кафедра бурения и геологии
  - Кафедра теплогазоснабжения, вентиляции и теплоэнергетики
  - Кафедра прикладной экологии и природопользования
  - Кафедра химии и физики
- Учебно-научный институт архитектуры, строительства и землеустройства
  - Кафедра строительных конструкций
  - Кафедра строительства и гражданской инженерии
  - Кафедра архитектуры зданий и дизайна
  - Кафедра градостроительства и архитектуры
  - Кафедра автомобильных дорог, геодезии и землеустройства
- Факультет филологии, психологии и педагогики
  - Кафедра украиноведения, культуры и документоведения
  - Кафедра германской филологии и перевода
  - Кафедра общего языкознания и иностранных языков
  - Кафедра изобразительного искусства
  - Кафедра психологии и педагогики
- Факультет физической культуры и спорта
  - Кафедра физической культуры и спорта
  - Кафедра физической терапии и эрготерапии
  - Кафедра хореографии и танцевальных видов спорта
- Кафедра военной подготовки
- Колледжи
  - Полтавский колледж нефти и газа
  - Миргородский профессиональный колледж имени Николая Гоголя

## Преподаватели
- Губреев Геннадий Михайлович  - математик